# The Best of Pantera: Far Beyond the Great Southern Cowboys’ Vulgar Hits!
The Best of Pantera: Far Beyond the Great Southern Cowboys’ Vulgar Hits! — сборник песен американской грув-метал-группы Pantera был выпущен 23 сентября 2003 года.

## Об альбоме
Название The Best of Pantera: Far Beyond the Great Southern Cowboys’ Vulgar Hits! — это комбинация названий их четырёх альбомов, вышедших на мэйджор-лейблах (Cowboys from Hell, Vulgar Display of Power, Far Beyond Driven, и The Great Southern Trendkill). В компиляцию входит аудиодиск с 16-ю ранее издававшимися песнями и DVD с 12 музыкальными видео, два из которых — живые выступления. Это последние издание группы Pantera.

## Список композиций наCD
1. «Cowboys from Hell» — 4:06
2. «Cemetery Gates» — 7:03
3. «Mouth for War» — 3:57
4. «Walk» — 5:16
5. «This Love» — 6:34
6. «I’m Broken» — 4:24
7. «Becoming» — 3:07
8. «5 Minutes Alone» — 5:51
9. «Planet Caravan» (Black Sabbath) — 4:04
10. «Drag the Waters» — 4:57
11. «Where You Come From» — 5:13
12. «Cat Scratch Fever» (Ted Nugent) — 3:49
13. «Revolution is My Name» — 5:19
14. «I’ll Cast a Shadow» — 5:19
15. «Goddamn Electric» — 4:57
16. «Hole in the Sky» (Black Sabbath) — 4:16

## Музыкальные видео наDVD
1. «Cowboys from Hell»
2. «Psycho Holiday»
3. «Cemetery Gates»
4. «Mouth for War»
5. «This Love»
6. «Walk»
7. «5 Minutes Alone»
8. «I’m Broken»
9. «Drag the Waters»
10. «Domination» [Live]
11. «Primal Concrete Sledge» [Live]
12. «Revolution is My Name»

## Участники записи
- Винни Пол — барабаны
- Филип Ансельмо — вокал
- Даймбэг Даррелл — гитара
- Рекс «Rocker» Браун — бас